# Gipsformerei

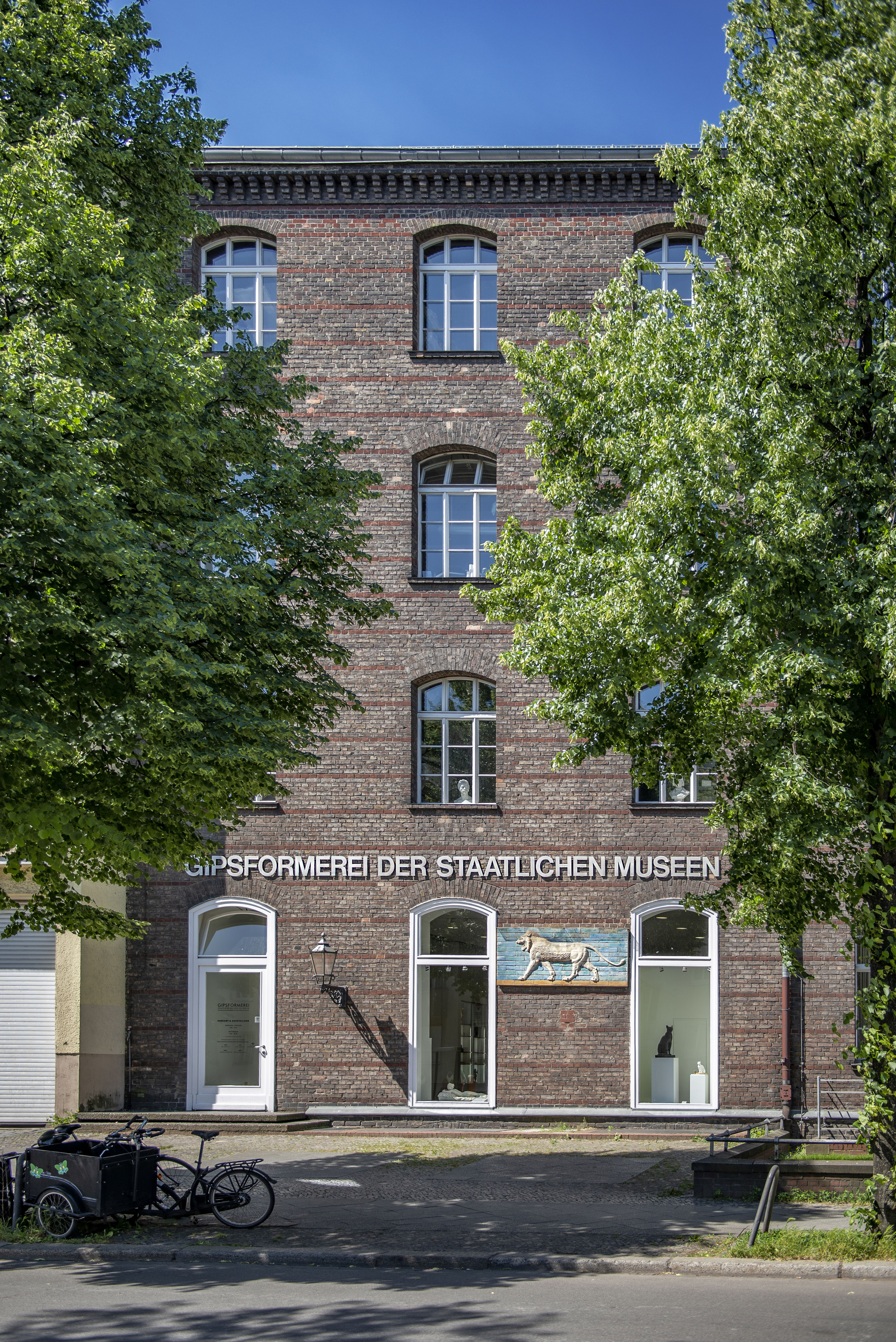
Gipsformerei in Berlin-Charlottenburg

Die Gipsformerei in Berlin produziert seit  1819 ununterbrochen Gips-Abgüsse wichtiger Bildwerke aus Berliner Museen und anderer Sammlungen. 

## Geschichte
Sie ist Teil der Staatlichen Museen zu Berlin – Stiftung Preußischer Kulturbesitz. Die Gipsformerei ist die älteste Einrichtung der Staatlichen Museen zu Berlin und wurde 1819 durch den preußischen König Friedrich Wilhelm III. gegründet. Der erste Leiter war Christian Daniel Rauch, der bedeutendste klassizistische Bildhauer Preußens. Seit 1891 befindet sich die Gipsformerei im Gebäude in Charlottenburg an der Ecke Sophie-Charlotten-Straße / Spandauer Damm. Hier sind untergebracht die Formen (Matrizen), die Formerwerkstatt und die Malerateliers. Der Verkaufs- und Ausstellungsraum wurde 1960 eröffnet.

## Sammlung

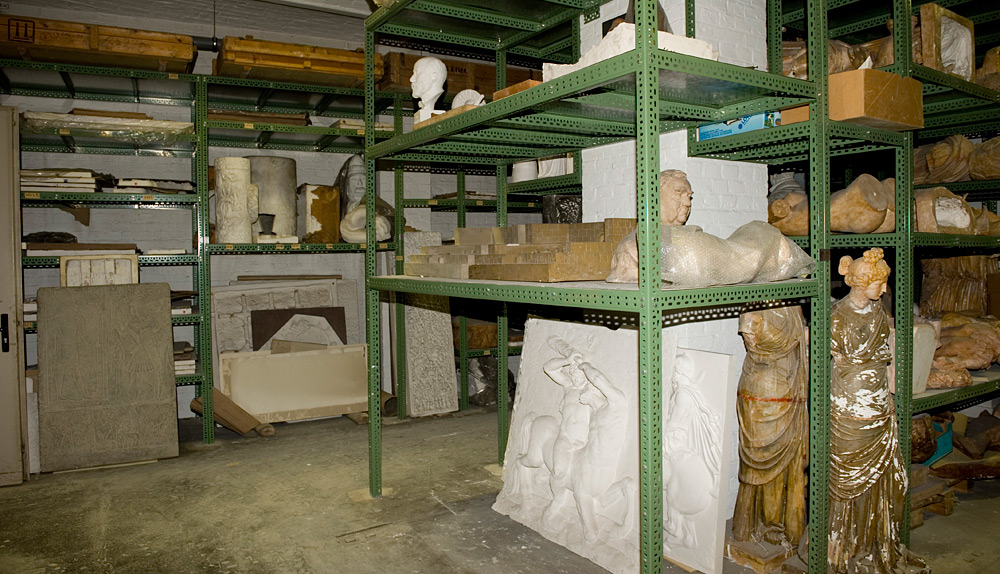
Gipsformlager der Gipsformerei

Mit einem Formbestand von über 7.000 Modellen ist sie die weltweit größte Einrichtung ihrer Art. Das älteste Stück ist die 25.000 Jahre alte Venus von Willendorf, der größte Abguss die 42 Meter hohe Mark-Aurel-Säule aus Rom und der kleinste ein ägyptischer Skarabäus in Fingernagelgröße. Die Sammlung umfasst Stücke aus allen Zeitepochen und aus unterschiedlichen Kulturkreisen.
Viele Stücke haben nicht nur kunsthistorische Bedeutung, sondern sind die einzigen Zeugen von kriegsbedingten oder durch Umwelteinflüsse zerstörten oder beeinträchtigten Originalen.

## Produktion

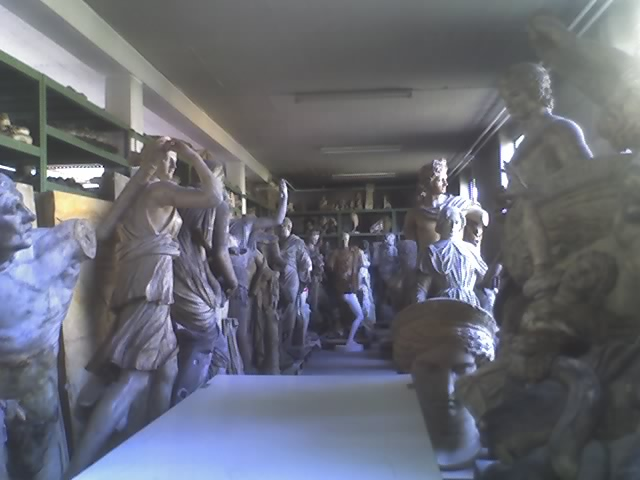
Lager der Gipsformerei

Die Fertigungsmethoden der Kunstmanufaktur sind überliefert. Die Formen sind bis zu 200 Jahre alt. Die Abformungen werden falls notwendig restauriert. Mit 3D-Scanverfahren sind berührungslose Abformungen möglich. Das Material besteht aus einer speziellen Mischung aus Alabaster-Gips. Einzelteile aus Einzelformen werden gegossen, zusammengefügt, nachbearbeitet und bemalt. So entsteht das Replikat eines Kunstwerks. Es werden auch Bronzeabgüsse angefertigt.

## Besichtigung

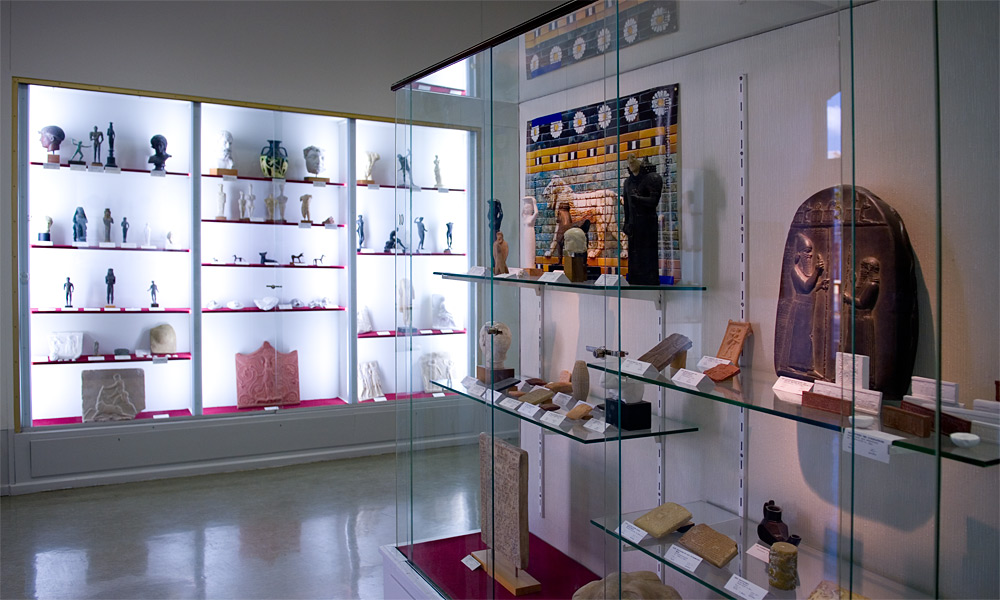
Verkaufsraum der Gipsformerei

Im werktäglich geöffneten Verkaufsraum sind Skulpturen ausgestellt, die auch gekauft werden können. Die größere Auswahl ist in den 14 Bestandskatalogen enthalten. Eine umfangreiche Besichtigung der Werkstätten, der Herstellung und der Kunstwerke ist nur bei einer zweimal im Monat stattfindenden Führung durch die Werkstätten möglich.